# Bernd Eichwurzel
Bernd Eichwurzel   (Oranienburg, 25 d'octubre de 1964) és un remer alemany, ja retirat, que va competir sota bandera de la República Democràtica Alemanya durant la dècada de 1980.
El 1988 va prendre part en els Jocs Olímpics d'Estiu de Seül, on va guanyar la medalla d'or en la prova del quatre amb timoner del programa de rem.
En el seu palmarès també destaquen cinc medalles al Campionat del món de rem, tres d'or, una de plata i una de bronze, entre les edicions del 1983 i 1990, així com dos campionats de l'Alemanya Oriental.